# 迪克斯堡
迪克斯堡 （英語：Fort Dix）是美國陸軍在美國新澤西州的一個基地。根據美國2000年人口普查，有人口7,464人。
該處先後在1970年和2007年受到恐怖襲擊威脅。
2015年至2016年，雪莱·巴尔德森上校（Colonel Shelley Balderson）担任指挥官，成为迪克斯堡基地百年历史上第一位女性指挥官。